# La Lapidation de saint Étienne (Finson)
Pour les articles homonymes, voir La Lapidation de saint Étienne.
La Lapidation de saint Étienne, également appelée Le Martyre de saint Étienne, est une œuvre de Louis Finson réalisée en 1614 à la gloire de saint Étienne mentionné, dans l'histoire hagiographique de l'église d'Arles, comme le premier titulaire de la cathédrale Saint-Trophime.

## Description
La Lapidation de saint Étienne est une peinture à l'huile de grande taille (440 × 330 cm) réalisée en trois mois pour un montant de 1 500 livres. Il s'agit d'une commande de l'archevêque d'Arles, Gaspard du Laurens.
Le tableau reprend le récit des Actes des Apôtres concernant le martyre du diacre et futur saint, Étienne, hors de Jérusalem et en présence de Saül, le futur saint Paul (personnage dans le coin bas à gauche). La composition, en deux parties, distingue le monde céleste qui attend le saint et le monde terrestre, organisé selon un schéma circulaire autour du martyr, où se déroule la lapidation. Détails anecdotiques, le cavalier figurant sur la droite serait un autoportrait du peintre ; de même, le chien situé dans le coin droit représenterait son chien. Le tableau est signé et daté : Ludovicus Finsonius, Belga, Brugensis, fecit, anno 1614.
L'ensemble de cette œuvre baroque relève de l'influence du Caravage. Restaurée en 1877, elle est classée au titre objet par les monuments historiques depuis le 6 juin 1902.